# Бах, Вильгельм Фридрих Эрнст
Вильге́льм Фри́дрих Эрнст Бах (нем. Wilhelm Friedrich Ernst Bach 24 мая 1759, Бюккебург — 25 декабря 1845, Берлин) — немецкий композитор, сын композитора Иоганна Кристофа Фридриха Баха, единственный внук Иоганна Себастьяна Баха, снискавший славу композитора. Служил музыкальным директором при дворе прусского короля Фридриха Вильгельма II.

## Биография
Учился у своего отца, дяди, Карла Филиппа Эмануила, и другого дяди, в Англии, Иоганна Кристиана. В Англии он провёл несколько лет, где стал известен как солист и музыкальный педагог.
После смерти дяди ездил в Париж и Нидерланды, затем вернулся в Германию, где сперва занимал должность капельмейстера в Миндене (в 1786 году), а в 1789 году был вызван королём Вильгельмом Фридрихом II в Берлин, где стал клавесинистом королевы Фридерики Луизы Гессен-Дармштадтской. После её смерти — клавесинистом и придворным капельмейстером королевы Луизы фон Мекленбург — Стрелиц, супруги Фридриха Вильгельма III, и учителем музыки прусского принца.
13 августа 1805 года вступил в берлинскую масонскую ложу Friedrich zu den drei Seraphim.
В 1811 году, после смерти Луизы, он ушёл со службы. Принц Генрих, брат Фридриха Вильгельма III пожаловал ему пожизненную пенсию в размере 300 рейхсталеров как внуку И. С. Баха.
Был дважды женат. От первого брака имел двух дочерей, а от второго — сына, умершего в младенчестве, последнего потомка Иоганна Себастьяна Баха по мужской линии.
На открытии памятника его деду в Лейпциге, 23 апреля 1843 года он встречался с Робертом Шуманом, который позднее описывал его как «крайне живого престарелого джентльмена 84 лет со снежно-белой шевелюрой и выразительными чертами» (Neue Zeitschrift für Musik), и Феликсом Мендельсоном — Бартольди.
Умер в 1845 году, похоронен на Втором кладбище при церкви Святой Софии в берлинском районе Митте. С его смертью род Иоганна Себастьяна Баха (прямая мужская линия) прервался.

## Творчество
Его творческое наследие составляют:
клавирная музыка (3 концерта для клавира, Концерт для двух клавиров и др.),
2 симфонии, 2 оркестровых сюиты, Дивертисмент, Секстет, Трио-соната для двух флейт и виолончели, песни и кантаты.
Одним из самых интересных произведений композитора является пьеса под названием Dreyblatt F-dur для фортепиано в шесть рук. Он был написан для исполнения, по задумке автора, крупным мужчиной, сидящим посередине рояля, и двумя миниатюрными женщинами, пристроившимися по бокам от него. Мужчина должен был играть крайние голоса произведения, обнимая руками своих коллег-женщин, которые играли посередине клавиатуры.

## Примечание
1. 1 2  Friedrich Ernst Bach // CERL Thesaurus (англ.) — Consortium of European Research Libraries.
2. 1 2  Katalog der Deutschen Nationalbibliothek (нем.)
3. ↑  Find a Grave (англ.) — 1996.
4. ↑  Steen, M. Bach: The Great Composers / Michael Steen. Icon Books, 2010. ISBN 978-1-84831-800-7. Дата обращения: 28 июля 2016. Архивировано 20 августа 2016 года.